# Nolan Richardson
Nolan Richardson, (nacido el 27 de diciembre de 1941 en El Paso, Texas) es un entrenador de baloncesto estadounidense que ejerció en NCAA y como seleccionador de Panamá y México.

## Trayectoria
- Bowie High School (1968–1978)
- Western Texas College (1978–1981)
- Universidad de Tulsa (1981–1985)
- Universidad de Arkansas (1985–2002)
- Panamá (2005–2007)
- México (2007–)
- Tulsa Shock (2009-2011)